# ذا فينيشيان ماكاو
ذا فينيشيان ماكاو هو فندق وكازينو يقع في ماكاو، يتكون الفندق من 39 طابق. تم افتتاح المنتجع في 28 أغسطس 2007.